# Itatiaia
Itatiaia est une municipalité du Brésil, située dans l'État de Rio de Janeiro.
Sa population était estimée à 28 852 habitants en 2010. Elle s'étend sur 225,54 km2.
Elle fait partie de la Microrégion de la Vallée de la Paraíba Fluminense dans la Mésorégion Sud Fluminense.

## Tourisme
Outre le parc national d'Itatiaia, Itatiaia compte également d'autres destinations touristiques, telles que la colonie finlandaise de Penedo, la centrale hydroélectrique de Funil, appartenant à la société d'État Furnas Centrais Elétricas, et les villages de Maromba et Maringá, tous deux situés dans la Région de Visconde de Mauá.

## Maires
| Période | Période | Identité        | Étiquette | Qualité |
| ------- | ------- | --------------- | --------- | ------- |
| 2009    | 2012    | Luis Carlos Ypê | PP        |         |